# Hydropsyche anachoreta
Hydropsyche anachoreta är en nattsländeart som beskrevs av Wolfram Mey och Jung 1986. Hydropsyche anachoreta ingår i släktet Hydropsyche och familjen ryssjenattsländor. Inga underarter finns listade i Catalogue of Life.